# Neues Schloss (Püchersreuth)

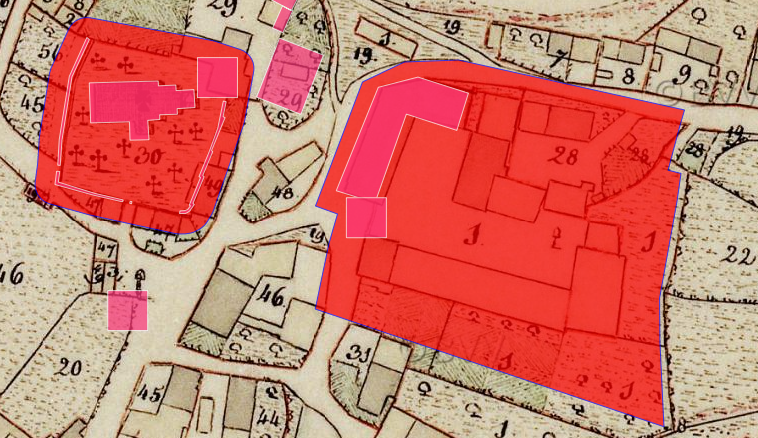
Lageplan von dem Neuen Schloss in Püchersreuth auf dem Urkataster von Bayern

Das Neue Schloss liegt östlich gegenüber der evangelisch-lutherischen Pfarrkirche St. Peter und Paul der Gemeinde Püchersreuth (Hauptstraße 16) im oberpfälzischen Landkreis Neustadt an der Waldnaab. Es ist unter der Aktennummer D-3-74-150-5 als Baudenkmal verzeichnet. „Archäologische Befunde und Funde des Mittelalters und der frühen Neuzeit im Bereich des ehem. ‚Neuen Schlosses‘ in Püchersreuth“ werden zudem als Bodendenkmal unter der Aktennummer D-3-6239-0144 geführt.

Doppelwappen der Hundt-Sparneck am Altar in Püchersreuth

## Geschichte
1584 wurde das neue Schloss von den Herren von Floß zu Püchersreuth errichtet und 1585 erfolgte eine Erbteilung unter den Brüdern Hans und Paul Floß, wobei Paul Floß das neue Schloss erhielt und Hans Floß auf dem alten Schloss verblieb. Beide Gutsherrschaften blieben bis zur Gemeindegründung im 19. Jahrhundert bestehen. Beide Brüder erhielten vier Bauernhöfe und neun Köblergüter mit vergleichbarer Zinsleistung. Samson von Floß verkaufte seinen Halbteil 1627 an Hans Bernhard von Gravenreuth, Pfleger von Floß. Von diesem kam es 1628 an Christoph Philipp von Sazenhofen. Nach dessen Ableben († 1631) wurde Thomas Wilhelm von Sazenhofen sein Nachfolger. Nach drei Jahrzehnten kam es 1663 zusammen mit dem Mohrenstein auf dem Kaufweg an dessen Schwager Hans Gottfried von Hundt († 1670). Die Erben verkauften den Besitz an Johann Wilhelm von Teuffel zu Pirkensee. 1700 folgte ein Graf von Sparneck. 1735 wurde Püchersreuth für kurze Zeit von Josef von Boslarn gekauft und 1740 an Johann Christian Hund verkauft. 1746 ersteigerte Johann Schmauss das Landgut, 1754 kaufte es der Nürnberger Georg Jaquet. 1748 bis 1753 war es wieder im Besitz der Teuffel von Birkensee. Das halbe Landgut wurde 1773 an Johann Ernst Freiherr von Podewils verkauft und 1813 an die Herrn von Wiesel übergeben. 1799 wurden in Püchersreuth zwei Schlösser, eine Simultankirche, ein gutsherrliches Brauhaus, ein katholischer Pfarrhof, ein evangelisches und ein katholisches Schulhaus, 31 Untertanenhäuser (einschließlich einer Schankwirtschaft und einem Schmiedaus), neun Leerhäusel, das Gemeinde-Hirtenhaus und eine Ziegelei außerhalb des Ortes gelegen durch Johann Andre Wirth, podewilscher Gerichtsverwalter, und Wolfgang Andreas Stahl, korbscher Gerichtsverwalter, angeführt.

## Baulichkeit
Das neue Schloss wurde 1584 erbaut. Davon zeugt die auf dem Hoftor, einer rundbogigen Durchfahrt mit Nebeneingang, bestehende Jahreszahl „1584“. 1721 wurde die Errichtung des bestehenden Baus abgeschlossen. Das Schloss ist heute ein zweigeschossiger Walmdachbau über einem gewinkelten Grundriss. Es besitzt geohrte Fensterrahmungen und Hofarkaden, hier findet sich die Jahreszahl „1721“.